# Franz von Baselli
Franz von Baselli (* 12. Juni 1896 in Pinneberg als Franz Victor Carlo Freiherr Baselli von Süßenberg; † 19. November 1945 in Toszek, Polen) war ein deutscher Jurist und Kommunalpolitiker (NSDAP). Er war von 1937 bis 1945 Oberbürgermeister der Stadt Cottbus.

## Leben und Wirken
Seine Vorfahren gehörten seit 1647 zum katholischen Palatinatsadel und trugen seit 1690 den Zusatz von Süßenberg. Die Erhebung in der Freiherrenstand erfolgte am 17. Februar 1765 in Wien.
Er war der zweitälteste Sohn des Justizrats, Rechtsanwalts und Notars Carlo Freiherr Baselli von Süßenberg (1859–1939) und dessen Ehefrau Caroline geborene Steiner (1855–1925) aus Pinneberg. Nach dem Besuch der Gymnasien in Altona und Elmshorn nahm er als Leutnant am Ersten Weltkrieg teil. Nach Rückkehr aus dem Krieg als Hauptmann der Reserve studierte er Rechtswissenschaften an den Universitäten Hamburg und Kiel. Nach erfolgtem Studienabschluss als Jurist war er zunächst in der väterlichen Kanzlei als Rechtsanwalt und Notar in Pinneberg tätig. Er wurde DNVP-Mitglied und gehörte bis 1923 der paramilitärischen Organisation Consul an. Zum 1. Januar 1931 trat er der NSDAP bei (Mitgliedsnummer 413.336) und übernahm gleichzeitig die Leitung der Ortsgruppe Pinneberg. Nach der „Machtergreifung“ der Nationalsozialisten 1933 trat er auch der SA bei, in der er 1942 zum Obersturmführer befördert wurde.
1933 wurde er für die NSDAP Bürgermeister in Pinneberg und wechselte später als stellvertretender Bürgermeister nach Schleswig. Sein dortiger Nachfolger wurde Helmut Lemke. Mit Wirkung vom 1. November 1937 wurde er zum Oberbürgermeister von Cottbus ernannt. Zu diesem Zeitpunkt lebten knapp 500 Juden in Cottbus. Viele von ihnen waren aus den umliegenden Gemeinden nach Cottbus geflohen, da sie darauf hofften, in einer größeren Stadt anonymer leben zu können. Während der Amtszeit des Freiherren von Baselli brannten seine Parteigenossen während der Novemberpogrome 1938 die Cottbuser Synagoge nieder, die später abgetragen wurde. Mitte November 1938 verließ der erste Transport mit sogenannten Aktionsjuden die Stadt. 
Der Cottbusser Tuchfabrikant Otto Ephraim bescheinigte 1949, dass ihn Freiherr von Baselli vor dem KZ Auschwitz bewahrte, „menschlich anständig“ gewesen sei und Anteil hatte, dass die Erklärung zur Festungsstadt im April 1945 rückgängig gemacht wurde.
1944 übernahm er zusätzlich die Leitung des NSDAP-Gauamtes für Kommunalpolitik im Gau Mark Brandenburg. Nach der Besetzung Cottbus am 22. April 1945 durch Truppen der 1. Ukrainischen Front der Roten Armee nach dreitägigen verlustreichen Kämpfen, an deren Ende er die Stadt den sowjetischen Offizieren in seinem Dienstzimmer im nichtausgebrannten Teil des Rathauses übergab, wurde er inhaftiert. Er starb im NKWD-Lager Tost in Polen und wurde in einem Massengrab verscharrt.
Er war seit 1925 verheiratet mit Olga geborene Braasch aus Ottenhof und hatte zwei Söhne.